# Arts Home is my Kassel
Arts Home is my Kassel (Titelergänzung: 100 Tage Documenta-Stadt) ist ein deutscher Dokumentarfilm über die Kunstausstellung DOCUMENTA (13) in Kassel, der erstmals am 15. November 2013 auf dem 30. Kasseler Dokfest aufgeführt wurde.

## Inhalt
Für 100 Tage ist die internationale Kunstausstellung Documenta in Kassel: Die Taxifahrerin Jutta Rudolph fährt fremdsprachige Gäste durch die Stadt, die gebürtige Chinesin Rui Yin führt Besucher durch die Ausstellungen. Der Architekt Markus Hanisch leitet Holzbauten im Park, die Künstler Sam Durant und Ana Prvacki leben sich in der Stadt ein, die Rentnerin Irene Heinz und ihr bester Freund Heinrich besuchen die Kunstobjekte, Frank Baum fertigt in seiner Schreinerei große Objekte im Auftrag der Kunst, vor dem Fridericianum stellt der Künstler Thierry Geoffroy inoffiziell ein beschriftetes Campingzelt auf, welches später entfernt wird, ein Occupy-Camp siedelt sich vor dem Haupteingang an, ein Kunstobjekt muss von Vandalismus befreit werden, schließlich erfolgt der Rückbau der Objekte nach dem Ende der Documenta.

## Hintergrund
Die Regisseurinnen Katrin und Susanne Heinz sind Schwestern und verbrachten ihre Kindheit in Kassel. Sie wollten mit ihrem Debütfilm einen vielfältigen Blick auf die Documenta, zwischen Zustimmung und Ablehnung aufzeigen.
Kinostart in Deutschland war der 10. Juli 2014.

## Kritiken
„Die Filmemacherinnen liefern eine weit ausholende, verschrobene ‚Zuneigungserklärung‘ an ihre Heimatstadt, wobei sowohl Alteingesessene als auch Kunst-Aficionados nach ihren Eindrücken befragt werden. Das führt zu mancher skurrilen Situation, erreicht letztlich aber nur Eingeweihte, die generell schon mit der Stadt oder der ‚documenta‘ vertraut sind.“

„Für documenta-Fans eine Ergänzung zum Ausstellungsprogramm, ansonsten eine Dokumentation, die kaum hervorsticht und allenfalls Fernsehpotential besitzt.“